# Tourisme dans l'Essonne
 (juin 2018).

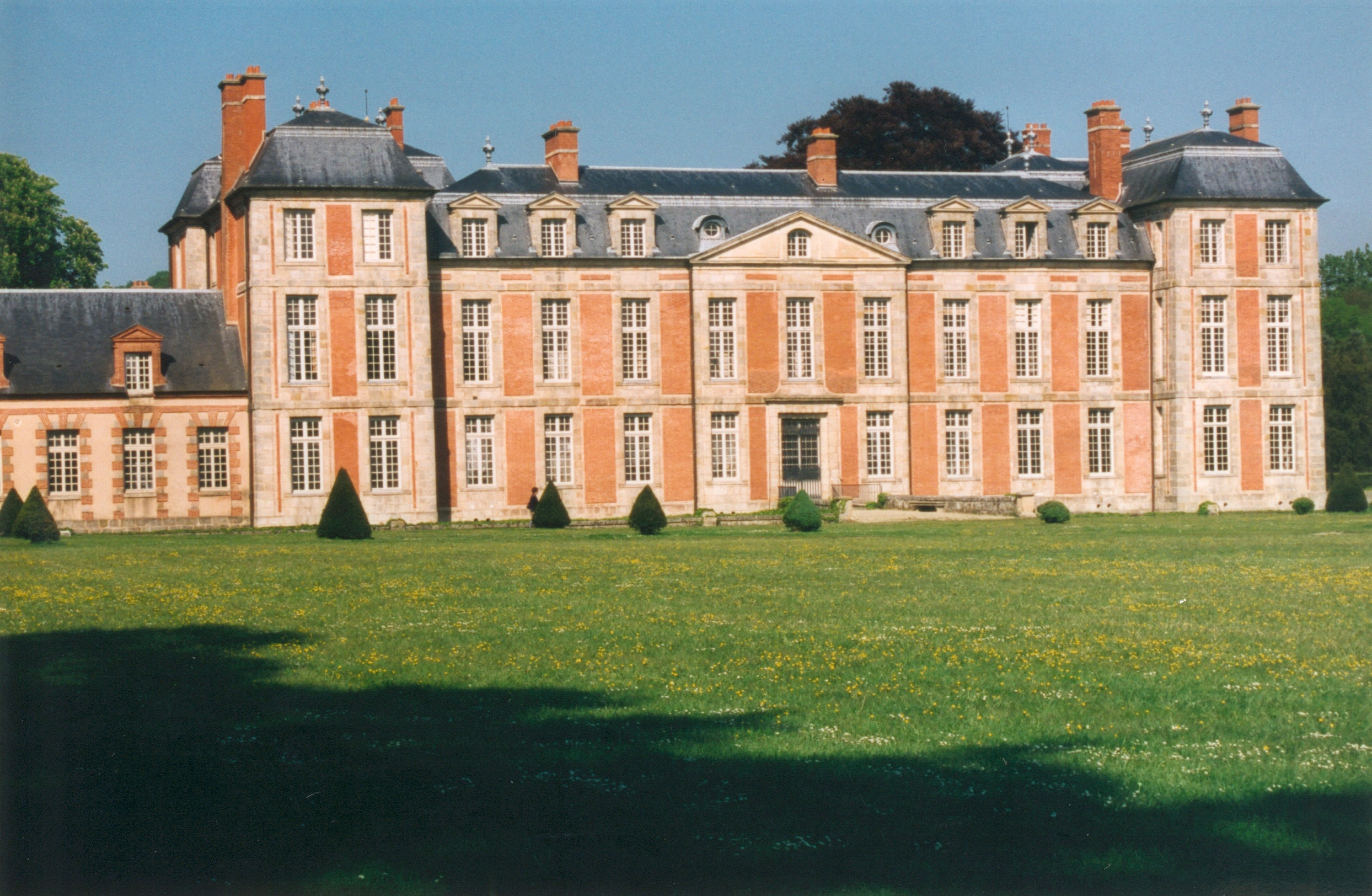
Château de Chamarande

Le tourisme dans l'Essonne représente un chiffre d’affaires de plus de 361 millions d’euros (1,4 % du PIB départemental) et un vivier de près de 13 000 emplois annuels et saisonniers. 

## Poids du tourisme dans le département
On compte plus de 2,2 millions de visiteurs qui sillonnent le territoire du département chaque année, générant 2 080 000 nuitées d'hôtel par an. En termes de valeur ajoutée (169 millions d’euros, soit 0,7 % du PIB départemental), le tourisme a dans l'Essonne un poids comparable à celui de l’agriculture. 
Le chiffre d’affaires du tourisme est généré par l'hébergement (47 %), les activités connexes (46 %) et les activités de loisirs (7 %).

## Caractéristiques du tourisme dans le département

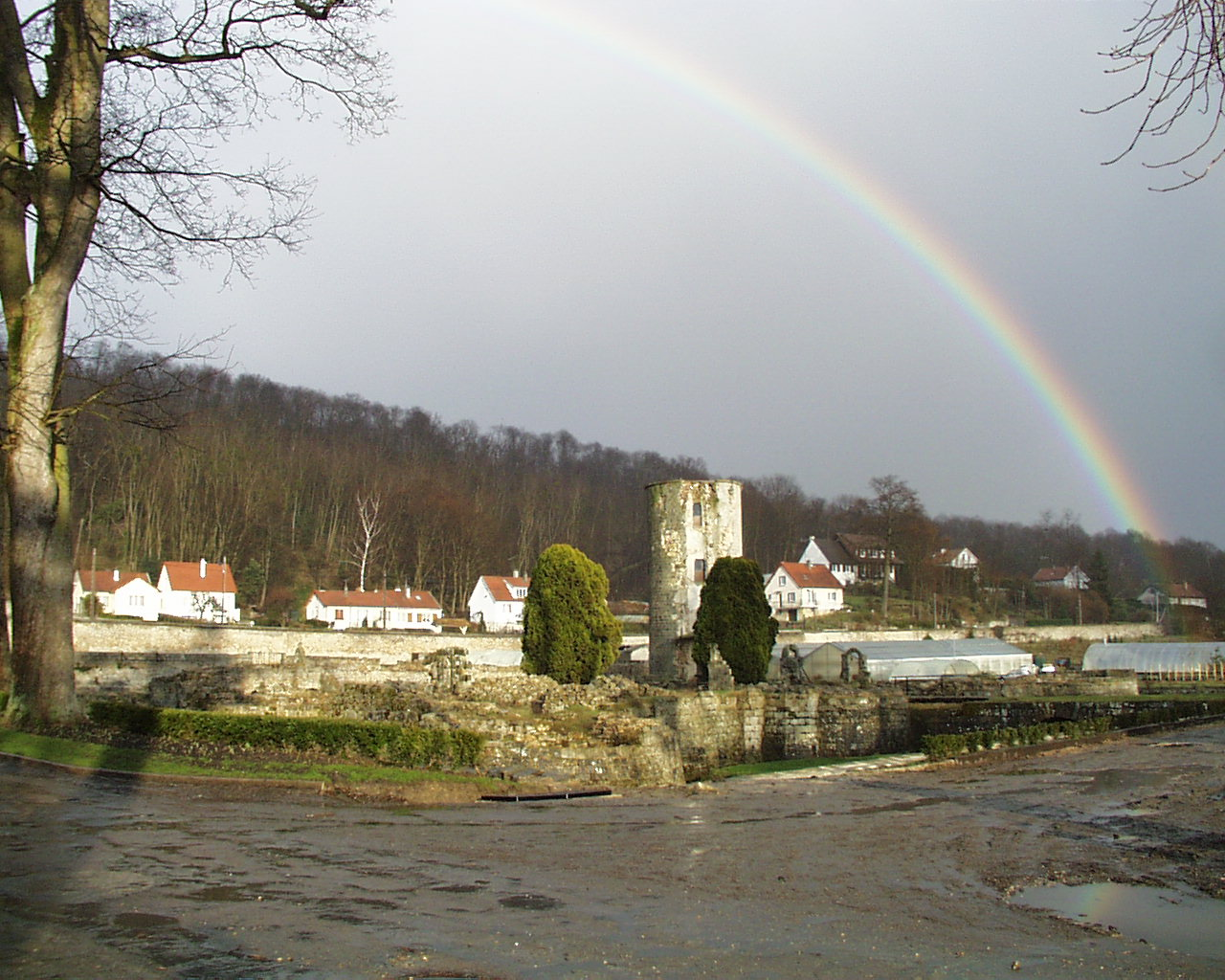

Le département de l'Essonne est constitué de quatre régions naturelles:
- le Hurepoix, pour une grande partie du nord-ouest
- la Brie française à l’extrême nord-est
- la Beauce au sud-ouest
- le Gâtinais français au sud-est

C'est le sud de l'Essonne qui constitue l'essentiel du vivier touristique du département avec le Pôle Touristique Régional Sud-Essonne (cantons de Dourdan, Saint-Chéron, Etréchy, La-Ferté-Alais, Étampes, Milly-la-Forêt, Méréville) . Toutefois c'est le nord du département qui accueille la grande majorité des capacités d'hébergement et le gros de l'activité hôtelière, en lien notamment avec le tourisme d'affaire.
Le tourisme dans l'Essonne reste avant tout de proximité. Quelques grandes typologies le caractérisent :
- les Essonniens eux-mêmes pour des pratiques de loisirs ;
- les clientèles de proximité en excursion, principalement originaires du sud-est de l’agglomération parisienne ;
- la clientèle d’affaires en séminaires résidentiels ou à la journée ;
- les clientèles étrangères ou nationales, en séjour, utilisant le département comme base de visite pour découvrir la région parisienne et être hébergées « à la campagne » ;
- les clientèles thématiques, avec des entrées très diverses (escalades, passionnés d’aviation ou de jardins, randonnées...) ;
- la clientèle des groupes en visite : essentiellement sur des entrées culturelles et patrimoniales.

## Patrimoine touristique

### Restauration
Selon le conseil général, le département compte :
- 27 restaurants dits "gastronomiques" dont 3 étoilés,
- 67 restaurants dits "traditionnels" dont 3 étoilés,
- 13 restaurants dits "cuisines du monde".

### Hébergement
Le conseil général à répertorié :
- 97 hôtels,
- 114 gîtes et locations,
- 46 chambres d'hôtes,
- 10 résidences de tourismes,
- 12 campings dont 3 une étoile, 3 deux étoiles, 5 trois étoiles et 1 quatre étoiles.
- 2 hébergements de type insolite

### Parcs et jardins

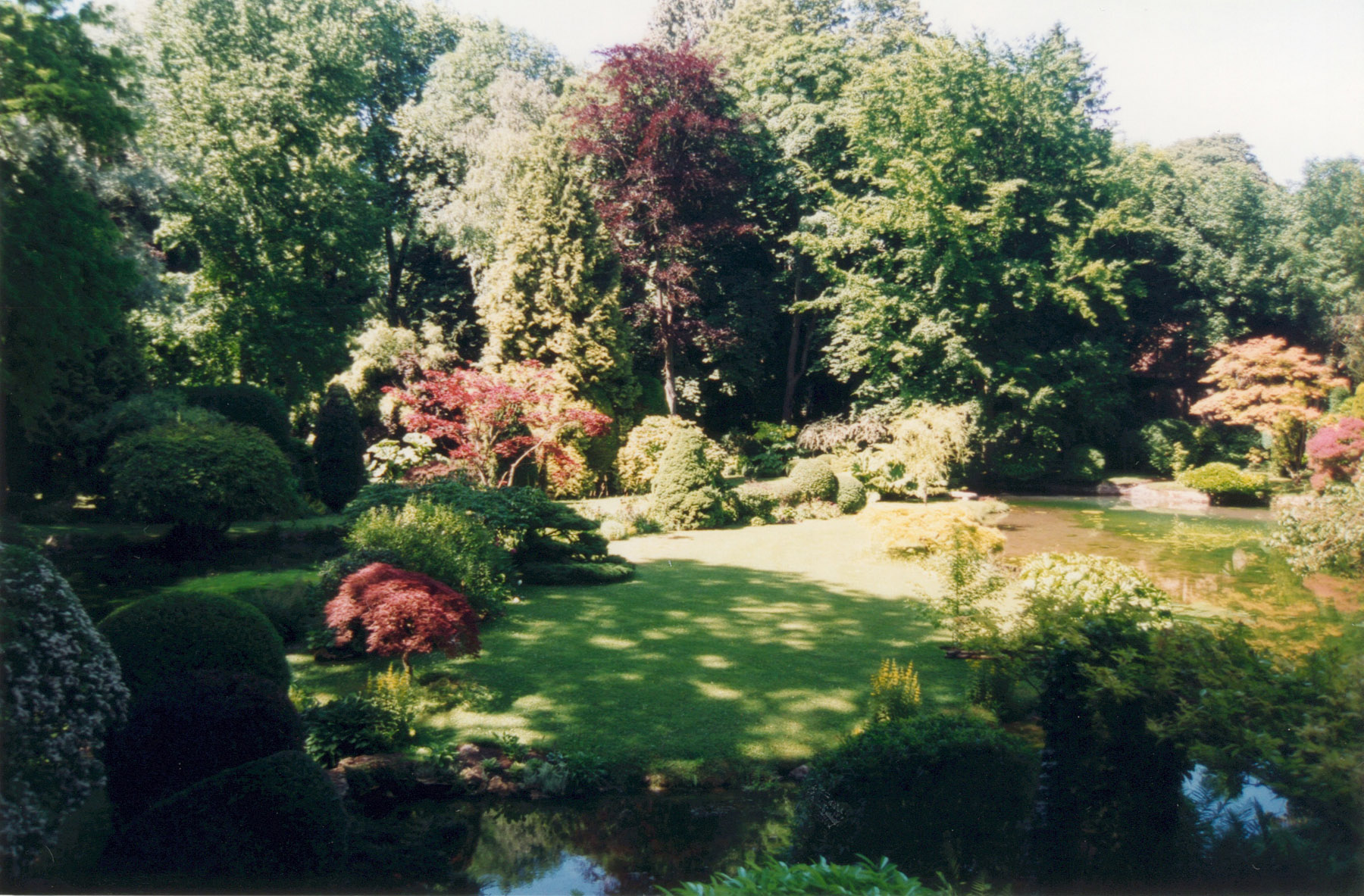
Jardin japonais de Courances

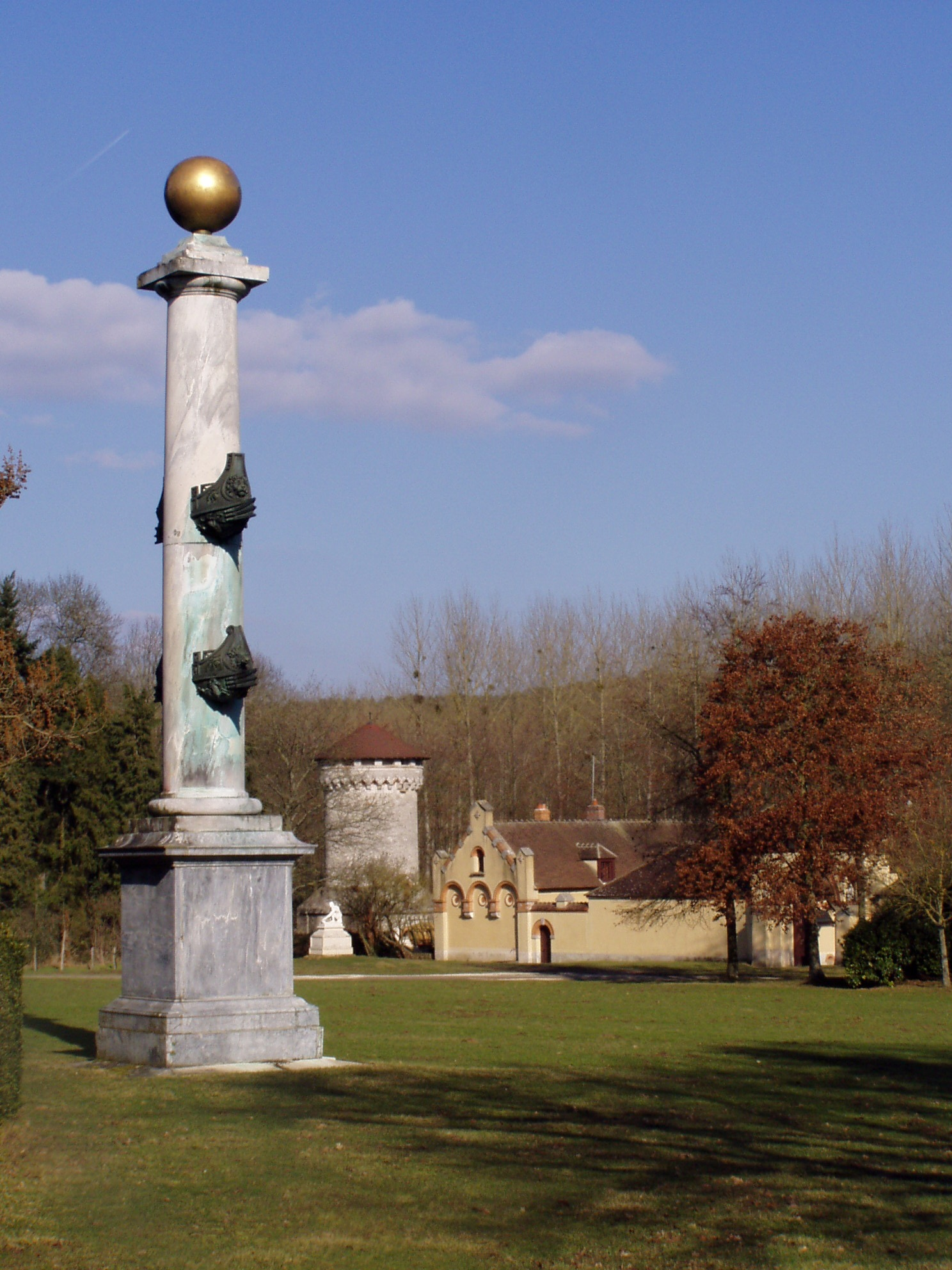
Parc de Jeurre

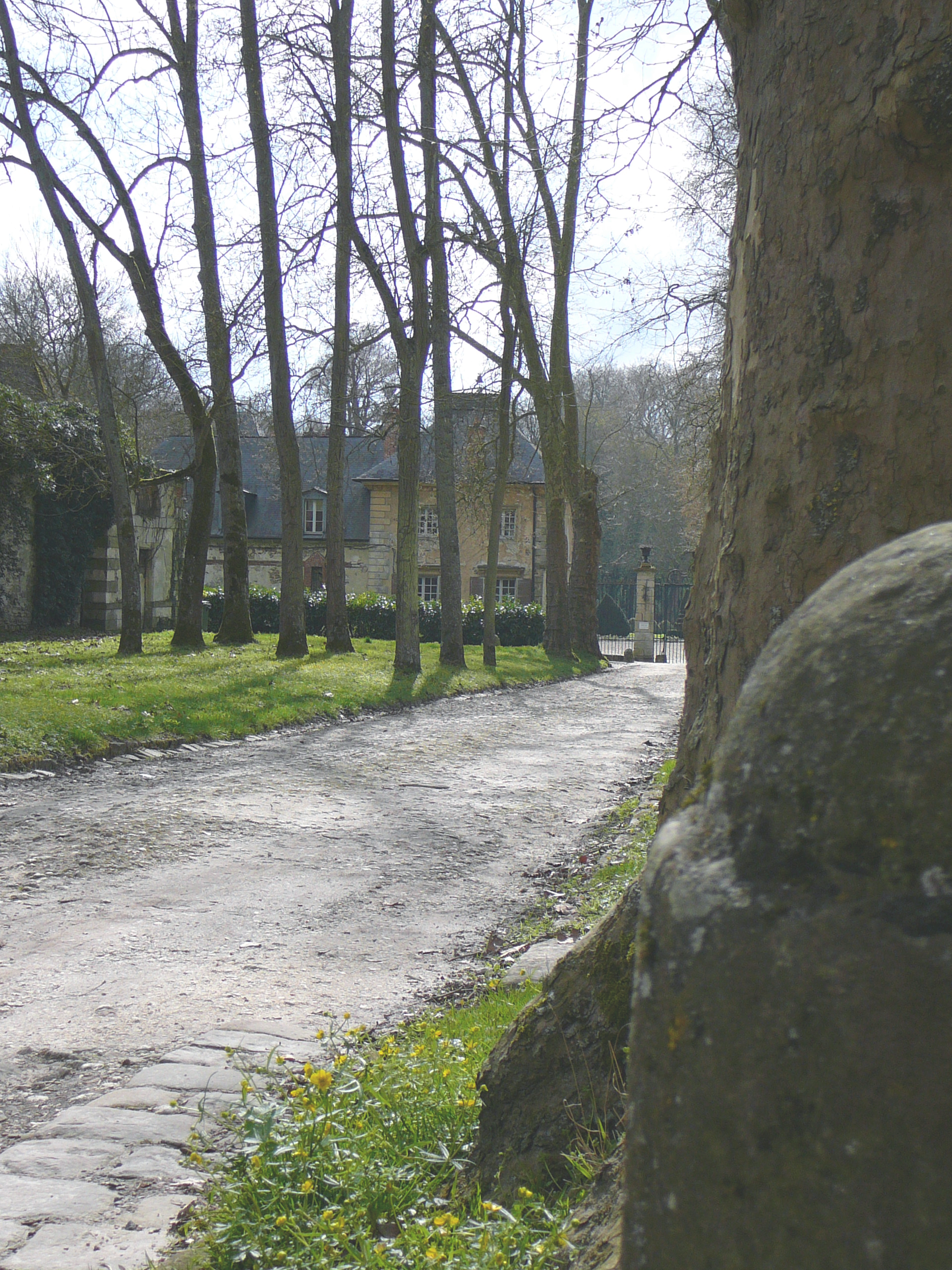
Parc du Saussay

Le schéma de développement du tourisme 2006-2010 se fixe comme axe prioritaire de développement du tourisme la mise en valeur des jardins de l'Essonne.
Domaine départemental de Chamarande
Le domaine départemental de Chamarande est un parc de 98 hectares entourant un château du XVIIe siècle.
Parc du château de Courances
Le parc de 75 hectares est d’une facture classique et romantique, historique et contemporaine.    
Domaine de Courson
Le parc romantique du château est l'œuvre des plus grands paysagistes des trois derniers siècles. Sa restauration  a permis l’introduction de nombreuses espèces rares d’arbres et arbustes à fleurs.
Deux fois par an, en mai et d’octobre, ont lieu les « Journées des plantes de Courson » (regroupement de pépiniéristes du monde entier).
Domaine de Saint-Jean-de-Beauregard
Le jardin potager du XVIIe siècle propose des légumes rares et la succession de ses floraisons : narcisses, iris, pivoines, roses anciennes, fleurs d’été. Une collection de plantes aromatiques, officinales et condimentaires est également présentée.
Parc du château du Marais
Un jardin à la française créé par Achille Duchêne situé au château du Marais, une grotte (dernier vestige du jardin romantique du XIXe siècle), un petit jardin de fleurs plus intime, un verger, une ancienne cressonnière.
Domaine départemental de Méréville
Le domaine de Méréville a été l’un des plus beaux jardins pittoresques de la fin du XVIIIe siècle, et le nom d'Hubert Robert lui reste attaché. Propriété depuis 2000 du Conseil général de l’Essonne ce domaine est classé au titre des monuments historiques.
Parc de Jeurre et ses fabriques
Situé à Morigny-Champigny le parc de Jeurre est complémentaire du domaine de Méréville car il abrite les quatre principales « fabriques » de Méréville : la laiterie, le temple de la Piété Filiale, la colonne rostrale et le cénotaphe de Cook. 
À la fin du XIXe siècle, celles-ci ont été rachetées puis démontées pierre par pierre, transportées à Jeurre et réédifiées dans ce parc.
Parc du château du Saussay
À Ballancourt-sur-Essonne le domaine du Saussay  doit son nom aux saules qui poussaient sur ces terres humides. Au XIXe siècle, la mode romantique a conduit à la constitution d’un jardin à l’anglaise et au XXe siècle la grande perspective a été redessinée par Duchêne. 
Propriété Caillebotte
Le peintre impressionniste Gustave Caillebotte vécut dans sa propriété de Yerres de 1860 à 1879. À ses débuts, il y réalisa près de 80 tableaux, parmi lesquels plus de 20 tableaux sur la rivière et le canotage. (Portraits à la campagne, Périssoires, Canotiers ramant sur l’Yerres]. 
Domaine de Piedefer
Situé dans le centre historique de Viry-Châtillon, ce parc boisé du XIXe siècle est aménagé le long d’un canal et surplombe un parterre à la française et une orangerie du XVIIe siècle.
Le nymphée (salle décorée de coquillages et de rocailles de la fin du XVIIe siècle) est classé monument historique. 
Arboretum de Segrez
En 1884, l'arboretum du château de Segrez à Saint-Sulpice-de-Favières comptait 6500 espèces d'arbres, ce qui en faisait un des plus grands arboretums du monde. Celles-ci furent rassemblées à partir 1857 par Alphonse-Pierre Lavallée, fils d'Alphonse Lavallée. On y recense aujourd'hui 300 espèces intéressantes.
Arboretum municipal de Verrières
L’arboretum municipal de Verrières-le-Buisson n’est qu’une partie de l’arboretum initial. Cette surface a été acquise en 1975 par la commune et a été classé réserve naturelle en 1988. Sur le millier d’espèces plantées par Roger de Vilmorin, il reste aujourd’hui encore 200 arbres et autant d’arbustes.
La partie privée de l’arboretum, toujours propriété de la famille Vilmorin, s'ouvre exceptionnellement au public.
Parc des Grottes de Juvisy-sur-Orge
Le parc actuel est le résultat d'une histoire du site commencée au XVIIe siècle, avec la construction d'un parc régulier, dessiné par Le Nôtre. De cette époque, il reste la composition générale et le mur de soutènement. Au XIXe siècle, l'adjonction de la grotte monumentale lui confère son aspect d'aujourd'hui. Le parc des grottes d'une superficie de 2,2 hectares est protégé au titre des sites inscrits. 21 espèces d'arbres s'y côtoient.
Parc de l’observatoire Flammarion
Le parc Camille-Flammarion à Juvisy-sur-Orge est un site de 2,1 hectares classé depuis 1988 et organisé autour de chambres de verdure offrant plusieurs ambiances. La structure est globalement restée telle que conçue à l'époque de Camille Flammarion vers 1880 : une grotte rocaille, un belvédère de l'if, des petits bassins-réservoirs pour le potager
Le jardin des Douves, parc de la Maison Saint-Antoine
À Marcoussis, parc boisé du XIXe siècle, qui s’étend de part et d’autre de la Salmouille, et où se trouvent les ruines du château construit en 1402 par Jean de Montagu.
Parc de la Seigneurie de Villiers-sur-Orge
Parc et potager au dessin traditionnel du XVIIe siècle

### Châteaux
Principaux châteaux de l'Essonne :

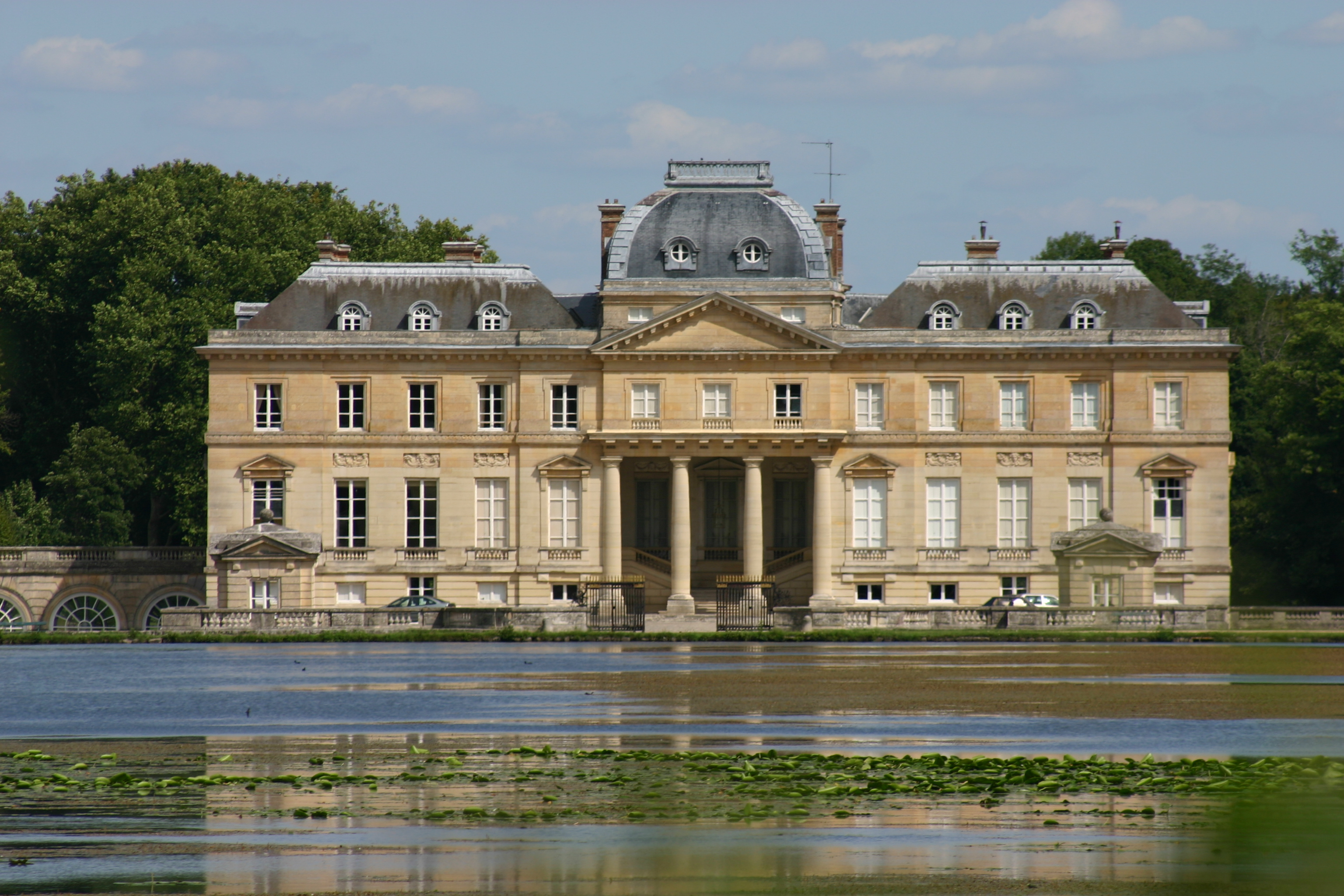
Château du Marais

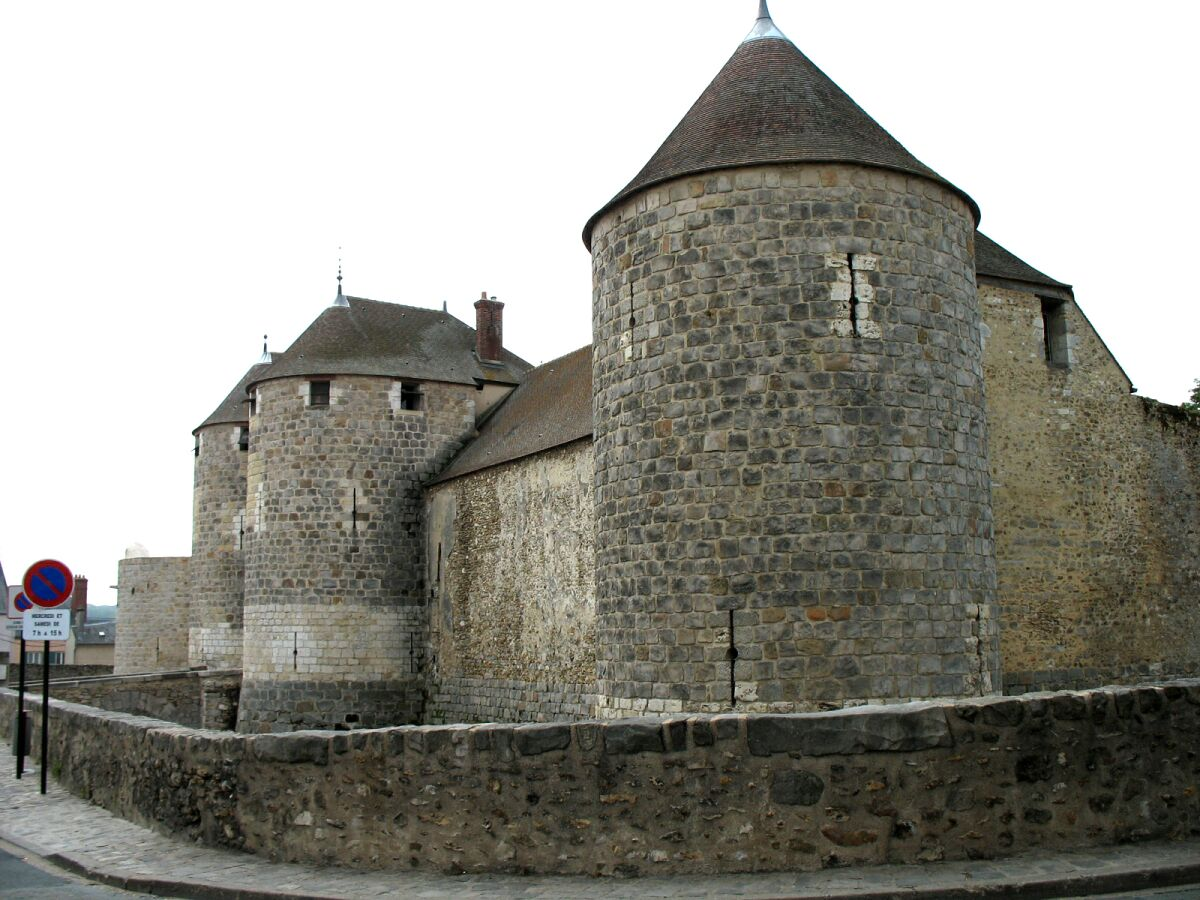
Château de Dourdan

- Château de Beauregard, à Saint-Jean-de-Beauregard
- Château de Chamarande, à Chamarande
- Château de Courances, à Courances
- Château de Courson, à Courson-Monteloup
- Château du Marais, au Val-Saint-Germain
- Château de Janvry, à Janvry

Châteaux médiévaux :
- Château de Dourdan, à Dourdan
- Château d'Étampes, à Étampes
- Château de Montlhéry, à Montlhéry

### Patrimoine religieux

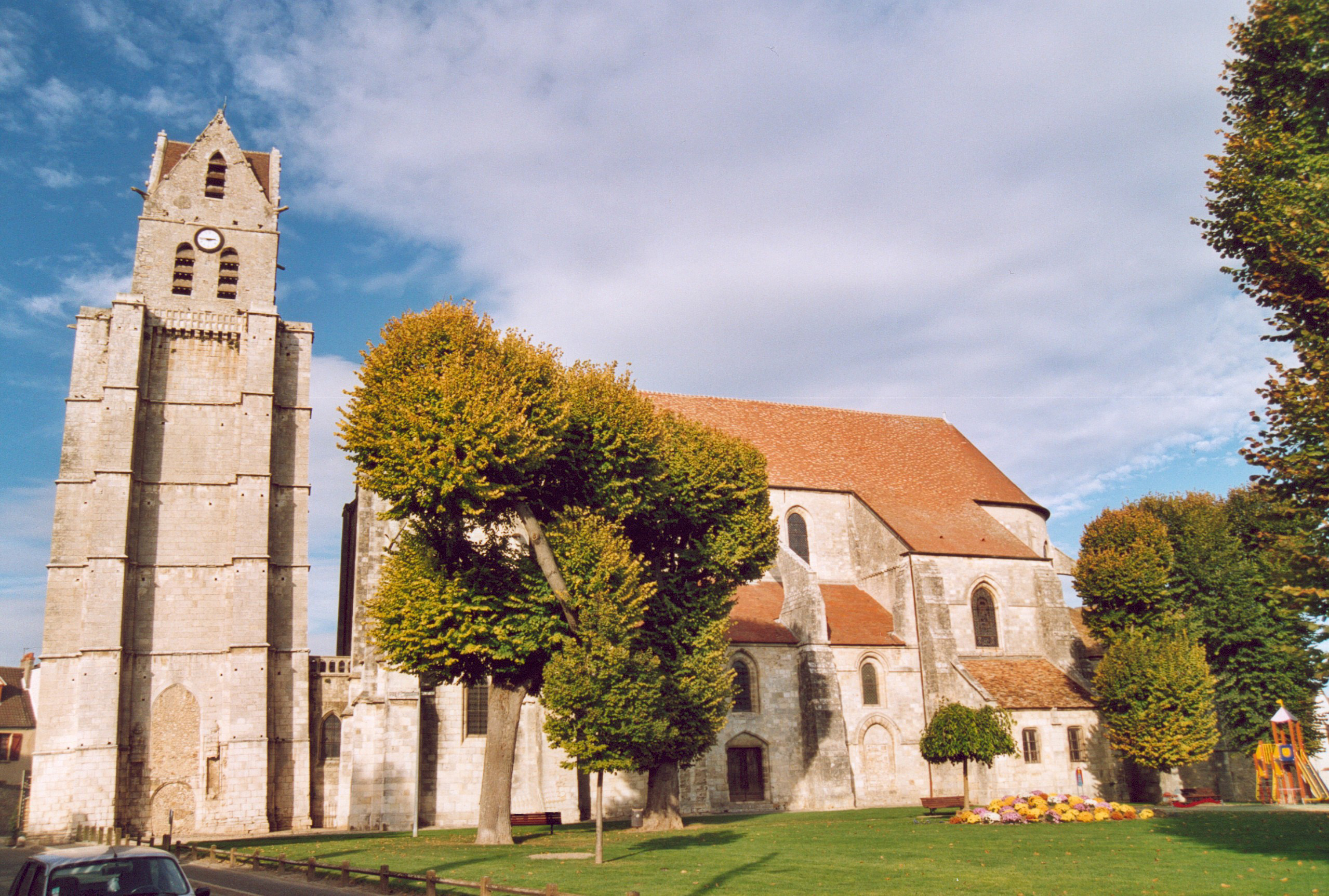
Saint-Martin d'Étampes

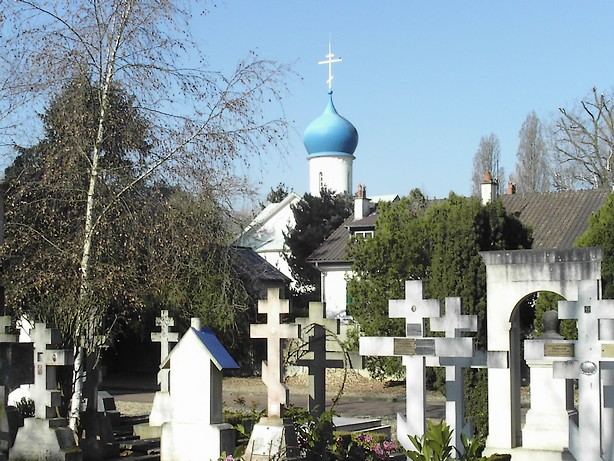
Cimetière russe et église de l'Assomption

Principaux monuments religieux de l'Essonne :
- Église Saint-Germain-d'Auxerre à Dourdan
- Église Saint-Martin à Étampes
- Cathédrale de la Résurrection à Évry
- Basilique Notre-Dame-de-Bonne-Garde à Longpont-sur-Orge
- Chapelle Saint-Blaise-des-Simples à Milly-la-Forêt
- Église Saint-Sulpice à Saint-Sulpice-de-Favières
- Abbaye Saint-Louis-du-Temple à Vauhallan
- Église orthodoxe Notre-Dame-de-l'Assomption à Sainte-Geneviève-des-Bois

### Musées et collections

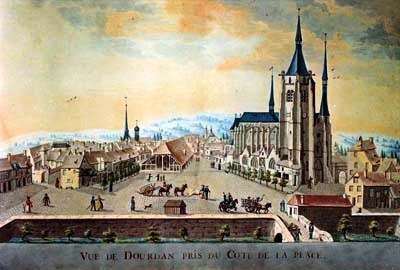
Dourdan au XVIIe siècle

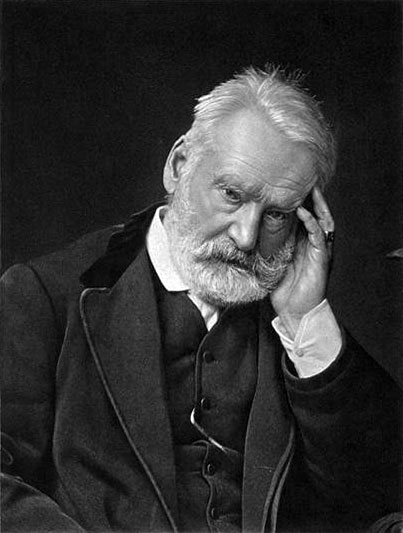
Victor Hugo

Musée français de la photographie à Bièvres
Avec plus de quinze mille objets, deux millions de photographies, une bibliothèque et un fonds documentaire technique unique, le musée français de la photographie rassemble une des plus importantes collections européennes. 
Parcours de découverte touristique de Dourdan, ville royale
Ville au riche patrimoine architectural, Dourdan, est associée à la dynastie capétienne. Huit plaques d’informations historiques jalonnent une promenade-découverte en centre ville, en commençant par la porte de Chartres, l’Hôtel de Ville, l’architecture au XIXe siècle et les remparts.
Le Cyclop à  Milly-la-Forêt
Cette sculpture monumentale, haute de 22 mètres, est située dans les bois de Milly-la-Forêt, elle a été réalisée par Jean Tinguely et Niki de Saint Phalle avec la collaboration de nombreux artistes.
Espace culturel Paul Bédu à Milly-la-Forêt
Cet espace culturel présente des expositions temporaires et une collection permanente permettant de découvrir un ensemble de tableaux de maîtres des XIXe et XXe siècles et ayant appartenu au collectionneur Paul Bédu, notamment  le fameux «  Boronali », célèbre canular imaginé par Roland Dorgelès.
Verrerie d’art
Le moulin des Noues à Soisy-sur-École
Étampes, ville d’art et d’histoire et ville royale
Étampes possède l’un des plus importants patrimoines bâtis et paysagers de l’Essonne, ce qui lui a permis d’obtenir le label « Ville d’art et d’histoire ».
Ville du domaine royal, Étampes offre de nombreux témoignages de son histoire du Moyen Âge au XXe siècle. À signaler notamment ses nombreuses églises médiévales, son donjon, ses hôtels renaissance, ses lavoirs et de ses abreuvoirs.  
Musée intercommunal d’Étampes
Cour de l’Hôtel de Ville à Étampes
Label « musée de France »
Fossiles du Stampien, vieux de 35 millions d’années, collection d'art du XIXe siècle, archéologie préhistorique, gallo-romaine et médiévale.
Musée « À la rencontre des vieux métiers » à Bouray-sur-Juine
Exposition de plus de 3500 outils représentant plus d'une trentaine de métiers disparus ou en voie de disparition : apiculteur, charpentier, forgeron, sabotier, tonnelier...
Maison littéraire de Victor Hugo Château des Roches à Bièvres
Contient documents et manuscrits de Victor Hugo, qui séjourna au cours de plusieurs étés au domaine des Roches, transformé aujourd’hui en Maison littéraire.  
Musée municipal André Dunoyer de Segonzac
Hôtel de ville (anciennes écuries)  de Boussy-Saint-Antoine
Musée créé par André Dunoyer de Segonzac (1884-1974), peintre, dessinateur, graveur, né au château de Boussy, abritant aujourd’hui la mairie et le musée. Prix Carnegie (1933), médaille d’or à la biennale de Venise (1935), Bibliothèque nationale (1958), Orangerie des Tuileries (1976).
Musée municipal Robert Dubois-Corneau à Brunoy
Label « musée de France »
Demeure de Robert Dubois-Corneau, collectionneur, érudit, passionné d’histoire. Les collections du musée sont constituées de dessins, gravures, peintures, sculptures et objets d’art, qui illustrent l’histoire de la ville et de la vallée de l’Yerres.
Deux expositions temporaires au cours de l’année.
Maison d’Alphonse Daudet à Champrosay, Draveil
Possession d'Alphonse Daudet, c'est un lieu de mémoire à plusieurs titres. Daudet y venait en famille en villégiature, il y recevait de nombreux artistes du XIXe siècle. L’auteur y a écrit de nombreux ouvrages, et notamment La Petite Paroisse qu'il situe dans sa propre maison. Edmond de Goncourt, l'ami de la famille et parrain de la fille d'Alphonse Daudet, y a été accueilli régulièrement.
Centre d’Art Paul Delouvrier  à Évry
Les collections présentées sont diverses depuis l’art éthiopien, trésors du passé liturgique, jusqu'aux peintures d’art contemporain, sur 500 m² d’exposition.
Écomusée de Boigneville
Conçu et réalisé par la municipalité, l’écomusée est situé dans l’ancienne grange du garde-champêtre. Présentée sur trois étages, la collection  permet de découvrir un village rural dans le Gâtinais français (machines agricoles, matériels d’écolier, photographies et affiches)
« Le Moulin », ancienne demeure de Claude François à Dannemois
On peut voir dans le musée de nombreux objets et vêtements ayant appartenu à Claude François.
Musée municipal d’histoire et d’archéologie à Longjumeau
Ce musée est composé d’un éventail historique retraçant toutes les époques de l’histoire locale. De plus il présente des figurines antiques et des lampes à huile de l’époque gréco-romaine et égyptienne.

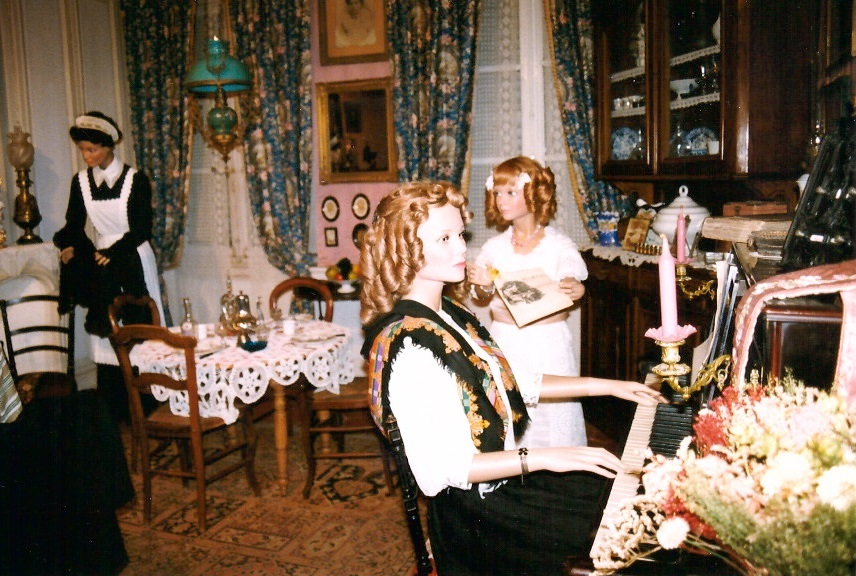
Musée du Hurepoix - Salon Bourgeois - fin 19e s.

Musée palaisien du Hurepoix dans l'Hôtel Brière, à Palaiseau.
Le musée retrace la vie en Hurepoix à la charnière des XIXe et XXe siècles, par des reconstitutions : agriculture, habitat, métiers, et présentation d’importantes collections.
Maison-atelier Foujita à Villiers-le-Bâcle
En 1991, Kimiyo Foujita a fait don du dernier atelier de son époux, le
peintre franco-japonais Léonard Foujita au Conseil général de l'Essonne pour ouverture au public.
Située dans la vallée de la Mérantaise, la maison a été réaménagée par le peintre au début des années 1960. Au dernier étage de la maison, l’atelier de l’artiste est conservé intact : pinceaux, pigments, maquettes et peintures murales (préparation de l’œuvre réalisée dans la chapelle Notre-Dame-de-la-Paix à Reims).

### Histoire de l'aviation

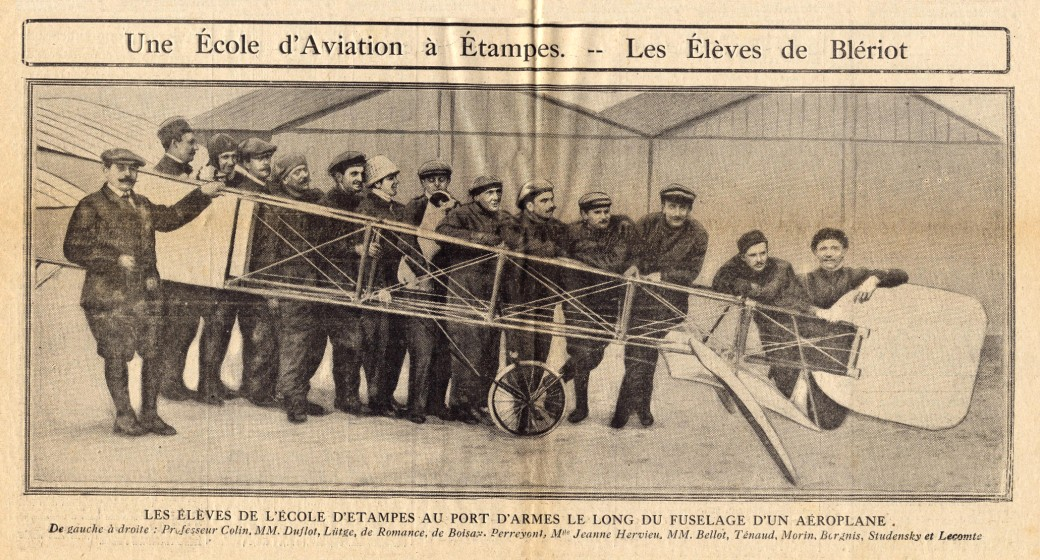
École Blériot en 1910

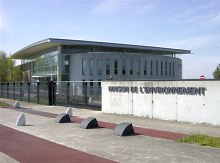
Maison de l'Environnement d'Orly

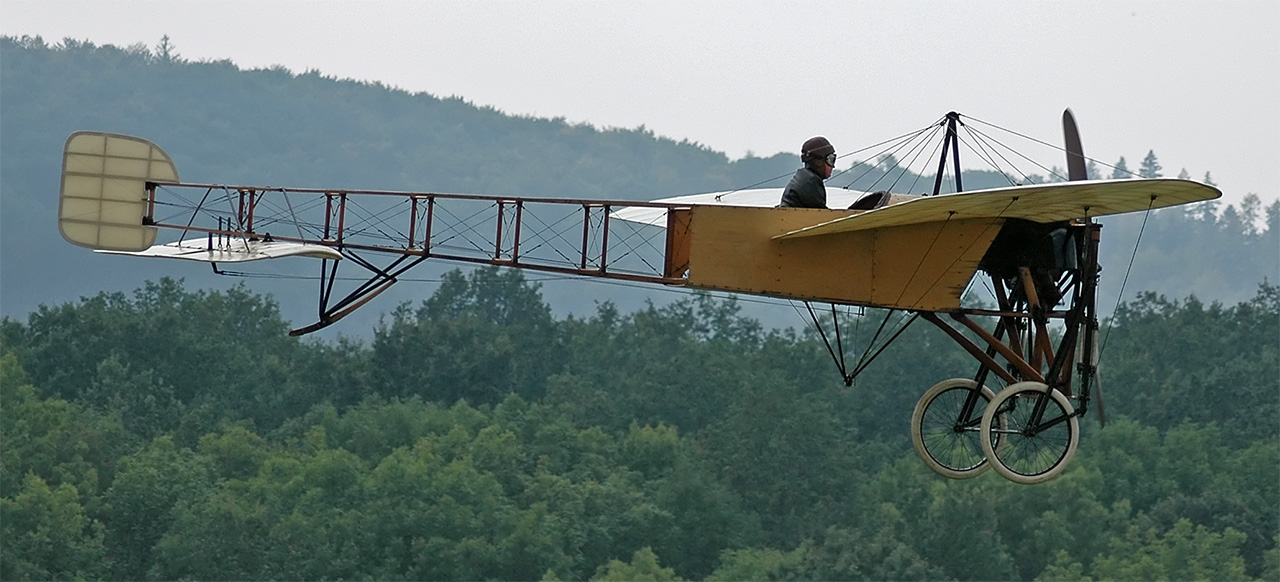
Bleriot IX

L'actuel département de l'Essonne a reçu sur son sol, dès le début du XXe siècle, de nombreux sites et équipements pionniers de l'aviation, tels que Port-Aviation (1909), le site Latham d'Étampes (1920) ou Étampes-Mondésir, et conserve un patrimoine volant et des édifices représentatifs des débuts de l'aviation. Une partie significative de l'emprise de l'aéroport d'Orly est située en territoire essonien.
Musée Volant Salis de Cerny-La Ferté-Alais
Jean-Baptiste Salis, à bord de « la Libellule » qu’il a lui-même restaurée, est le premier à survoler le Mont-Blanc. Le musée est l’un des plus grands musées volants d'Europe (50 avions à hélice dont 7 classés Monuments Historiques) et suit pas à pas les débuts de l’aviation avec deux Blériot de 1909 et 1913, un Morane et un Caudron de 1913-1914, des avions de voltige de l’entre-deux guerres, les premiers avions de voyage, et les derniers chasseurs à hélices. Tous ces avions sont en état de vol. Grand meeting chaque année à la Pentecôte.
Aéroport de Paris, Maison de l'environnement d'Orly
La Maison de l’environnement de l’aéroport d’Orly est un lieu d’accueil, d’information et de documentation pour les riverains des aéroports parisiens, conçu pour tous les publics.
Une exposition permanente est organisée autour de trois thèmes :
- l’histoire de l’aéroport,
- la circulation aérienne,
- les activités de l’escale et l’environnement aéroportuaire.

Visites guidées de la plate-forme aéroportuaire, une partie du circuit se déroule en zone réservée, interdite au public.
Animations spécifiques sur les thèmes du transport aérien et de l’environnement.
Mess des officiers de Port-Aviation à Viry-Châtillon
Unique vestige du premier aérodrome organisé au monde (1909-1919), ancêtre de l'aéroport d'Orly
Aérodrome d'Étampes-Mondésir à Guillerval
Étampes-Mondésir est le plus important aérodrome de tourisme de l’Essonne. Créé au début du XXe siècle, il fut le cadre de nombreux records. La « Patrouille de France » y verra le jour. 
Aujourd’hui il accueille plusieurs aéroclubs du département.
Aérodrome de Cerny à Cerny
L'aérodrome de Cerny est un aérodrome connu pour son célèbre meeting diffusé au journal télévisé.

## Espaces naturels

### Parcs naturels
- Le Parc naturel régional du Gâtinais français est à cheval sur les départements de l'Essonne (28 communes) et de la Seine-et-Marne (29 communes). Le parc du Gâtinais français a pour mission de conjuguer préservation des patrimoines naturel et culturel, développement économique et social et maintien de la qualité de vie.

### Îles de loisirs et lacs

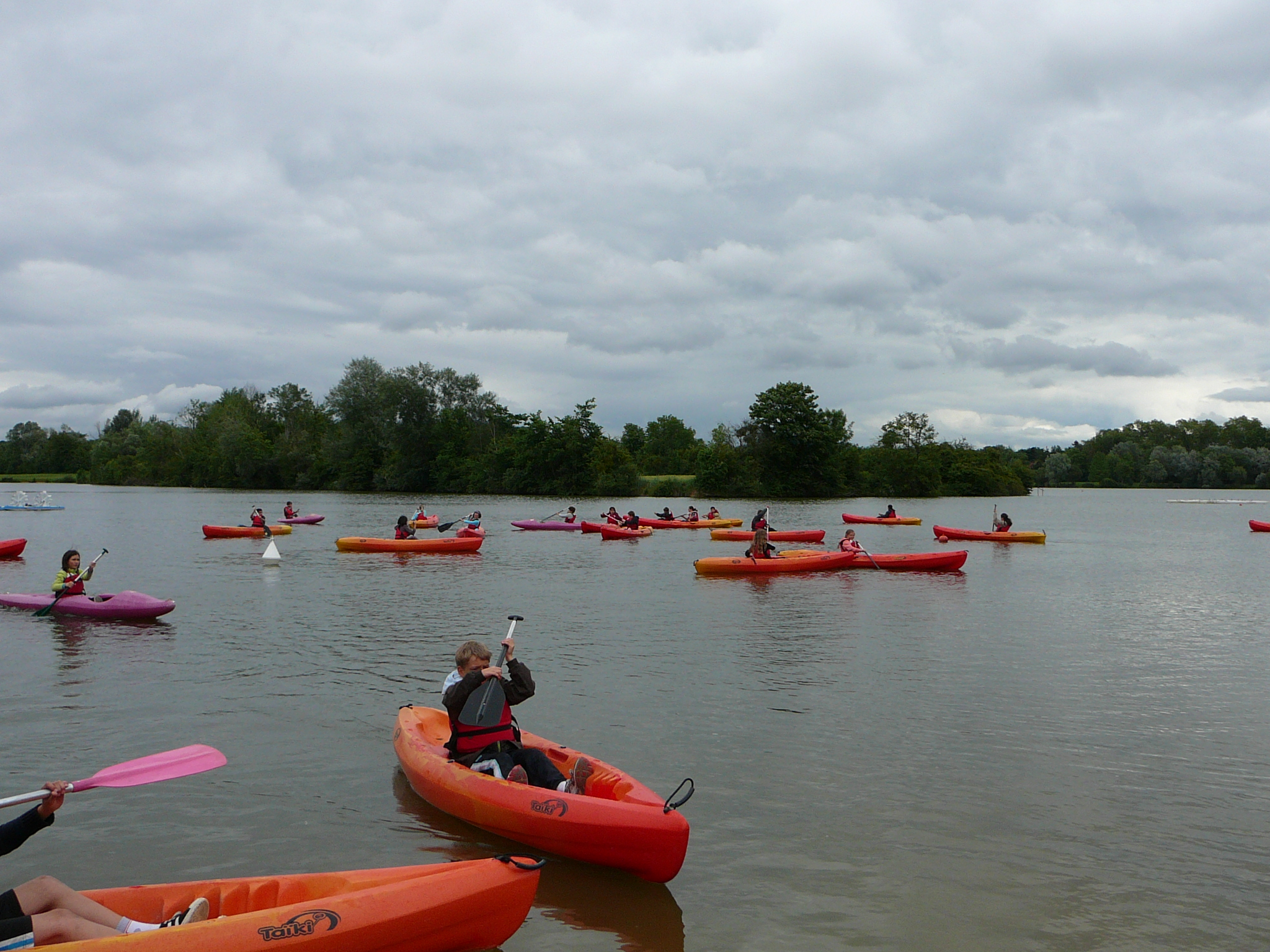
Canoë à l'île de loisirs du Port-aux-Cerises

Le département de l'Essonne accueille deux îles de loisirs gérées par Conseil régional d'Île-de-France et un ensemble lacustre de grande dimension  :
- L'île de loisirs du Port-aux-Cerises situé à Draveil et Vigneux-sur-Seine
- L'île de loisirs d'Étampes
- Les lacs de Viry-Châtillon et Grigny, géré par la communauté d'agglomération Les Lacs de l'Essonne

## Le comité départemental du Tourisme
Créé en 1976, le Comité départemental du tourisme de l'Essonne, sous l’égide du Conseil général, est le principal animateur de la politique touristique du département.
C'est ainsi le Comité Départemental du Tourisme de l’Essonne qui est chargé de préparer et de mettre en œuvre la politique touristique du département dans le cadre d'un schéma départemental pluriannuel de développement.
Le comité Départemental est chargé de promouvoir le tourisme dans le département, créer et diffuser des guides et éditions touristiques (sites, monuments, gastronomie, hebergement...), de favoriser la création d’hébergements en milieu rural (Gîtes) ou urbain, de la signalétique des sites touristiques, de faciliter l'accès des handicapés aux sites touristiques et à l'hôtellerie. 

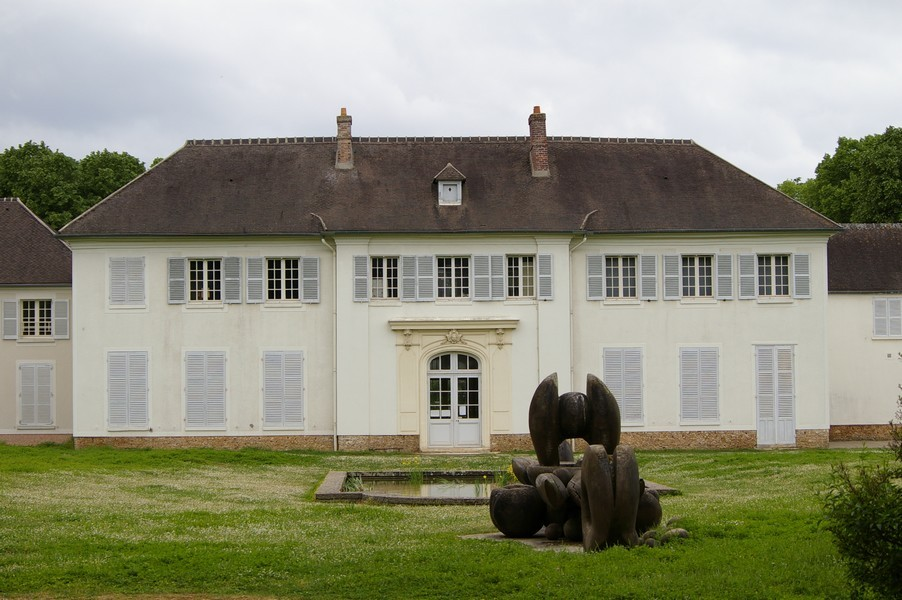
Faisanderie de Senart (Jardin et sculptures)

Présidents du comité Départemental du Tourisme depuis la création:
- 1976-1982 : ?
- 1982-1988 : Jean Simonin
- 1988-1988 : Xavier Dugoin
- 1988-1998 : Philippe Allaire
- 1998-2008 : Patrice Sac
- dep. 2008 : Paul da Silva